# Zaif
Zaif（ザイフ）は、日本の暗号資産交換所の一つ。株式会社Zaifにより運営されている。

## 概要
2014年4月8日に運営が開始された暗号資産交換所「etwings」を前身とする。2015年3月4日、テックビューロ株式会社がetwingsを買収し「Zaif Exchange」として再スタートした。Zaifという名称は、2014年7月9日に同社が発表したビットコイン・ウォレット・サービスに使用されていたものだった。
2018年にZaifは外部からのハッキングに遭い、70億円相当の仮想通貨が流出する事件が発生したことで株式会社フィスコ仮想通貨取引所に事業譲渡された。また、2020年11月には商号が株式会社Zaifとなり、翌年には株式会社CAICAの子会社となったことで商号が株式会社カイカエクスチェンジとなった。一方、サービス名は「Zaif」のままである。
コミュニティの中より派生し、話題となった「Zaif大根カレー」の配布やビットコインやイーサリアム、ネムなどをモチーフにした高級腕時計の販売を行うなど、独自のプロモーション活動を行っている。
2021年5月17日には日本国内では初めてシンボルのネイティブ暗号資産である「XYM（ジム）」の取引を開始した。
2023年11月、株式会社クシムの子会社となり、商号を再度Zaifに変更した。

## サービス
2022年現在は以下のサービスを展開している。
Orderbook trading
ユーザー間で現物暗号資産の取引を行うことができるサービス
かんたん売買（販売所）
暗号資産交換所を相手にして暗号資産を売買できるサービス
暗号資産FX
レバレッジをかけて暗号資産取引が行えるサービス、売りからの取引も可能
Zaifコイン積立
毎月自動的に暗号資産を購入することができる暗号資産積立サービス
自動売買おてがるトレード
事前に設定した値（パーセント）を基に、基準価格より設定したパーセント以下に価格が下落したら購入し、購入価格より設定したパーセント以上に価格が上昇したら売却を自動で繰り返し行うサービス。
自動売買ランキングトレード
「自動売買おてがるトレード」の人気設定ランキングから好みの設定を選ぶだけで自動売買をスタート出来るサービス
ソーシャルチップ
全てのTwitterユーザーに対して暗号資産を手数料無料で送金することができるサービス
Zaif Payment
加盟店で暗号通貨を用いて支払いを行うことができる暗号通貨決済サービス。ビットコインとモナコインを使った支払いに対応している。
Zaif Research
暗号資産情報メディアとして、業界ニュースやコラム、セミナー情報などをリリースしている。

## 取り扱い暗号資産
以下の通貨を取り扱っている。
- BTC : ビットコイン
- ETH : イーサリアム
- XYM : シンボル
- XEM : ネム
- BCH : ビットコインキャッシュ
- MONA：モナコイン

- XCP : カウンターパーティー
- ZAIF : ザイフトークン
- FSCC : フィスココイン
- CICC : カイカコイン
- CMS:ETH : コムサ
- CMS:XEM : コムサ
- COT : コスプレトークン
- DOT : ポルカドット

## 沿革
- 2014年（平成26年）4月8日 - ビットコインとモナコイン[注釈 1]を扱う交換所「etwings」が運営開始[2]。
- 2015年（平成27年）3月4日 - etwingsを買収したテックビューロがそのシステムを改修し、Zaif Exchangeを開始[3][4]。
- 2016年（平成28年）7月4日 - 日本ではじめてネム（XEM）が上場される[13]。
- 2017年（平成29年）
  - 8月2日 - ビットコインキャッシュが上場される[14]。
  - 10月2日 -  イーサリアムが上場される[15]。
  - 12月5日 ‐ COMSAトークンが上場される[16]。
- 2018年（平成30年）
  - 4月13日 - Chronoswiss社がZaifを通じて、クリプトデザイン腕時計をオークション形式で限定販売[17]。
  - 9月20日 - 67億円相当の暗号資産が流出したと発表[18]。内訳はビットコインは5966BTC（18日終値の日本円換算で約42億5000万円）、モナコインは623万6810MONA（同約6億7000万円）、ビットコインキャッシュは約4万2327BCH（同約21億円）である[19]。その後「Zaif」事業の株式会社フィスコへの譲渡を発表。
  - 9月28日 - 暗号資産の流出を受け、新規登録の受付を中止[20]。
  - 10月10日 - モナコインの取引を停止[21]。
- 2019年（平成31年）4月23日 - モナコインの取引を再開[22]。
- 2019年（令和元年）10月17日 - ネムの大型アップデート「Catapult（カタパルト）」への対応に関する方針を報告し、アップデート当日のXEM保有量に応じてユーザーに発行されるトークンを付与すると発表[23]。
- 2020年（令和2年）
  - 2月12日 - Zaifとフィスコ仮想通貨取引所が統合、Zaifに一本化[24]。
  - 3月6日 - 新規口座開設の受付再開を発表[25]。
  - 4月1日 - ビットクリスタル（BCY）、ストレージコインエックス（SJCX）、ぺぺキャッシュ（PEPECASH）の上場廃止を発表[26]。
  - 9月4日 - フィスコ仮想通貨取引所が株式会社Zaifに社名変更[27]。

- 2021年（令和3年）
  - 4月30日 -  シンボルのネイティブ暗号資産であるXYMを2021年5月10日から対象者に順次付与すると発表[28][29]。
  - 5月10日 - 日本時間2021年3月12日13時25分頃（ブロック高：3,105,500）にZaif Exchange口座でXEMを保有していたユーザーに対して順次付与[30]。
  - 5月17日 - XYMの板取引をOrderbook tradingにて開始。89円の初値をつけた[7]。
  - 6月7日 – 情報配信メディア「Zaif Research」をローンチ[31]。
  - 11月1日 - 株式会社CAICAの子会社となり、株式会社カイカエクスチェンジに社名変更。サービス名は「Zaif」のまま[6]。

- 2022年（令和4年）
  - 1月7日 - 「イニシャル・エクスチェンジ・オファリング（Initial Exchange Offering/IEO）」の事業について検討を開始したことを発表[32]。
  - 3月14日 - コスプレトークン（COT）の取扱いを開始した[11]。
  - 3月16日 - Zaifコイン積立リニューアルリリース[33]。
  - 4月13日 - クリプトOTCデスク設置[34]。
  - 6月10日 - スケブコインのIEO実施検討に関する覚書を締結[35]。
  - 6月10日 - 第一種金融商品取引業者登録を発表[36]。
  - 6月15日 - コイン積立の対象暗号資産を拡充を発表[37]。
  - 6月20日 - 自動売買おてがるトレードのサービスを開始[38]。
  - 8月8日 - ポルカドット（DOT）の取扱いを開始した[39]。
  - 8月24日 - 暗号資産FXサービスのサービスを開始[40]。
  - 10月19日 - 自動売買ランキングトレードのサービスを開始[41]。
  - 11月14日 - グループ会社のカイカフィナンシャルホールディンクスより、Zaifの名称を冠したGameFiに特化したローンチパッド「Zaif INO」がリリースされた[42]。

- 2023年（令和5年）
  - 10月19日 - 暗号資産FXサービスの終了と第一種金融商品取引業の廃止を発表する[43]。
  - 11月1日 - 株式会社クシムの子会社となり、株式会社Zaifに社名変更[8]。